# Festivalul de Teatru de la Avignon
Festivalul de Teatru de la Avignon (în franceză Festival d'Avignon) este un festival internațional de teatru care are loc în luna iulie în orașul francez Avignon. A fost fondat în 1947 de Jean Vilar și René Char într-un efort de a extinde evenimentele culturale în afara Parisului. Prima ediție s-a desfășurat sub numele „Săptămâna artei dramatice” și a fost deschisă de o reprezentație cu piesa Richard al II-lea a lui William Shakespeare.
Festivalul durează trei săptămâni și este unul dintre cele mai mari evenimente de teatru din lume – în cadrul acestuia au loc aproximativ 400 de spectacole, iar în 2019 a fost vizitat de aproape 140.000 de spectatori. Programul este împărțit într-o parte „In”, care se desfășoară mai ales în curtea Palatului Papal, și un „Off” neoficial pe străzile orașului, unde evoluează diverse ansambluri de amatori și ansambluri experimentale. Olivier Py este directorul festivalului din 2013.